# Leo Verkauf
Leo Verkauf (28. listopadu 1858 Lvov – 30. prosince 1933 Vídeň) byl rakouský právník a politik německé národnosti a židovského původu, koncem 19. století poslanec Říšské rady.

## Biografie
Od roku 1880 studoval Vídeňskou univerzitu. Roku 1884 získal titul doktora práv. Působil jako advokát. Byl aktivní v Sociálně demokratické straně Rakouska. Specializoval se na otázky sociální politiky. Publikoval spis o hornické stávce v Rakousku a další odborné a politické studie.
Na konci 19. století se zapojil i do celostátní politiky. Ve volbách do Říšské rady roku 1897 byl zvolen a zastupoval všeobecnou kurii, 3. volební obvod: Cheb, Aš atd. V roce 1897 se profesně uvádí jako právní poradce, bytem Vídeň.
V roce 1917 se uvádí jako zástupce sociálně demokratických nemocničních pokladen (pojišťoven). Účastnil se tehdy porady ohledně nového zákona regulujícího působnost těchto sociálních ústavů.